# C. de L. Engineering Works
C. de L. Engineering Works war ein US-amerikanischer Hersteller von Automobilen.

## Unternehmensgeschichte
Das Unternehmen wurde 1913 in Nutley in New Jersey gegründet. Im gleichen Jahr begann die Produktion von Personenkraftwagen und Nutzfahrzeugen. Der Markenname lautete C de L, zum Teil auch C. de L. geschrieben. Noch 1913 endete die Produktion.

## Fahrzeuge
Im Angebot standen zwei Pkw- und zwei Lastwagenmodelle. Ungewöhnlich, zumindest für die Preisklasse, war die Tatsache, dass das Unternehmen nur die Fahrgestelle herstellte. Externe Karosseriehersteller fertigten die Aufbauten.
Die Pkw hatten Vierzylindermotoren. Das kleinere Modell hatte einen Motor mit 3200 cm³ Hubraum und je nach Quelle 20/30 PS oder 20/40 PS. Der Radstand betrug 300 cm. Das andere Modell hatte einen Motor mit je nach Quelle 5913 cm³ oder 7000 cm³ Hubraum, der 30/60 PS leistete, und 356 cm Radstand. Die Arbeitsweise der Kolben, wahlweise einfach oder zweifach, wurde in der Werbung hervorgehoben. Was genau damit gemeint war, bleibt unklar.

## Modellübersicht
| Jahr | Modell                 | Zylinder | Leistung (PS)    | Radstand (cm) | Aufbau            |
| ---- | ---------------------- | -------- | ---------------- | ------------- | ----------------- |
| 1913 | 20/30 HP oder 20/40 HP | 4        | 20/30 oder 20/40 | 300           | nach Kundenwunsch |
| 1913 | 30/60 HP               | 4        | 30/60            | 356           | nach Kundenwunsch |